# Amir Kabir
Amir Kabir, (in lingua persiana امیرکبیر) nato  Mirza Taghi Khan Amir-Nezam (میرزا تقی‌خان امیرنظام ), (Hazaveh, 1807 – Kashan, 9 gennaio 1852), è stato un politico persiano che fu primo ministro di Persia durante il regno di Nasser al-Din Shah Qajar.

## Biografia
Suo padre Karbalaï Ghorban era stato cuoco al servizio di Ghaem Magham Farahani, cosa che permise ad Amir Kabir di conoscere a fondo il funzionamento della corte persiana.
Venne poi inviato presso la Sublime Porta come rappresentante della Persia durante i negoziati volti a porre fine alle centinaia di anni di guerra tra i due imperi. Inoltre fu l'artefice dell'ascesa al trono di Nasser al-Din Shah Qajar e per questo motivo venne nominato primo ministro ed ebbe in moglie la sorella dello Scià. Da questo matrimonio nacque Taj al-Muluk, futura moglie di Mozaffar al-Din Shah e madre di Mohammad Ali Shah.
Durante il suo governo vennero significativamente ridotte le spese e fu realizzata una distinzione fra beni pubblici e privati. Venne rivista l'organizzazione del governo centrale e Amir Kabir assunse responsabilità in tutti i settori dell'amministrazione. Inoltre, riuscì a diminuire l'ingerenza delle potenze straniere negli affari interni dell'Iran.
Amir Kabir realizzò numerose riforme. Fondò Dar-ol Fonoun, la prima università strutturata sul modello europeo in Iran. Sostenne inoltre la fondazione del primo giornale iraniano, Vaghaye-e etefaghiyeh ("Eventi") e ridusse drasticamente gli appannaggi che i membri della famiglia reale ricevevano dal tesoro nazionale. Fu proprio per questo che la madre dello Scià, Mahd Olia, ordì un complotto contro di lui e convinse il figlio a sollevarlo dall'incarico e inviarlo in esilio a Kashan (la capitale dell'Impero era Teheran).
L'ambasciata di Russia offrì ad Amir Kabir rifugio nel suo paese ma questi rifiutò l'offerta. Successivamente, approfittando dello stato di ubriachezza dello Scià, la madre di questi ordinò l'uccisione di Amir Kabir, ordine che venne subito eseguito nel giardino di Fin (Bagh-e Fin), nei pressi di Kashan, prima che potesse essere annullato dallo Scià. Amir Kabir accettò l'ordine imperiale senza opporre alcuna resistenza. Chiese semplicemente di scegliere la modalità con la quale sarebbe stato giustiziato e questo suo desiderio venne accettato. Si tagliò le vene e morì dissanguato.
L'università di Tecnologia Amir Kabir di Teheran porta oggi suo nome.